# Júlio César Pereira Baptista
Júlio César Clemente Baptista (nascut l'1 d'octubre del 1981), conegut simplement com a Júlio Baptista, és un futbolista brasiler retirat.

## Trajectòria esportiva
Anteriorment, havia jugat al Reial Madrid CF, i a l'AS Roma.

## Palmarès
| Títol               | Equip        | País    | Any  |
| ------------------- | ------------ | ------- | ---- |
| Copa Amèrica        | Brasil       | Brasil  | 2004 |
| Copa Confederacions | Brasil       | Brasil  | 2005 |
| Copa Amèrica        | Brasil       | Brasil  | 2007 |
| Lliga espanyola     | Reial Madrid | Espanya | 2008 |
| Copa Confederacions | Brasil       | Brasil  | 2009 |